# Kongsfjorden
Kongsfjorden (engelsk: Kings Bay) er en bugt på vestkysten af Spitsbergen i Oscar II Land på Svalbard. Den er 26 kilometer lang og varierer mellem 6 og 14 kilometers bredde og er op til 250 meter dyb. Afgrænsningen yderst er Kapp Mitra på Mitrahalvøen i nord og Kvadehuken på Brøggerhalvøen mod syd. Ud i Ishavet fortsætter fordybningen i Kongsfjordrenden.
Den nordlige fjordarm hedder Krossfjorden og strækker sig ind i Albert I Land og Haakon VII Land, mens selve Kongsfjorden skærer ind mod sydøst. Inderst i Kongsfjorden løber to isbræer ned i fjordbunden: Kongsbræen (en del af Kronebræen) og isbræen Kongsvegen. Fjeldene er op til 1.000 meter høje i nord og 900 meter i syd. Der er i alt fire fyr langs sydsiden af fjorden.
Øerne i fjorden er den store Blomstrandhalvø og de langt mindre Loénøerne og Storholmen- de to sidstnævnte i Kongsfjorden fuglereservat.
I sydvest, på østsiden af Brøggerhalvøen, ligger kulfelter med den tidligere grubeby Ny-Ålesund, som nu er base for arktisk forskning og har flyveplads. Kongsfjorden var en tryg ankerplads, som blev meget brugt af sæl- og hvalskuder i ældre tider, og nu er den populær blandt turister. 

## Beskyttede naturområder
Kongsfjorden har en række beskyttede naturområder, tre på grund af fugle og et pga. mere generelle naturinteresser. Regnet fra nord er disse:
- Guissezholmen fuglereservat bestående af Guissezholmen i nord mod Krossfjorden.
- Blomstrandhamna fuglereservat helt nordpå Blomstrandhalvøen.
- Kongsfjorden fuglereservat, som også er Ramsarområde og udgøres af Lovénøyane og Storholmen øst for Ny-Ålesund.
- Ossian Sars naturreservat inderst i fjordbunden op mod Kongsbræen.

## Eksterne kilder og henvisninger
- Opslag i Stadnamn på Svalbard (med kort) Arkiveret 18. marts 2016 hos  Wayback Machine – Norsk polarinstitutt.

78°58′N 11°51.5′Ø / 78.967°N 11.8583°Ø